# Volkswagen Polo R WRC
De Volkswagen Polo R WRC is een rallyauto, gebaseerd op de Volkswagen Polo en ingedeeld in de World Rally Car categorie, die door Volkswagen werd ingezet in het Wereldkampioenschap Rally, vanaf het seizoen 2013 en tot het seizoen van 2016.